# Haraska
Haraska je potok v okrese Břeclav, který protéká Boleradickým údolím v jihozápadní části Ždánického lesa. Délka toku je 15,5 km. Plocha povodí měří 51 km².

## Průběh toku
Potok Haraska pramení východně od Šitbořic, hlavní pramen stéká ze Šitbořických nových hor na východ k osadě Martinice, kde se obrací na jih až jihozápad. Ještě před Martinicemi se ve zdejším rybníce spojuje s dalšími dvěma potůčky. Pod obcí Diváky do ní ústí zprava Divácký potok. 

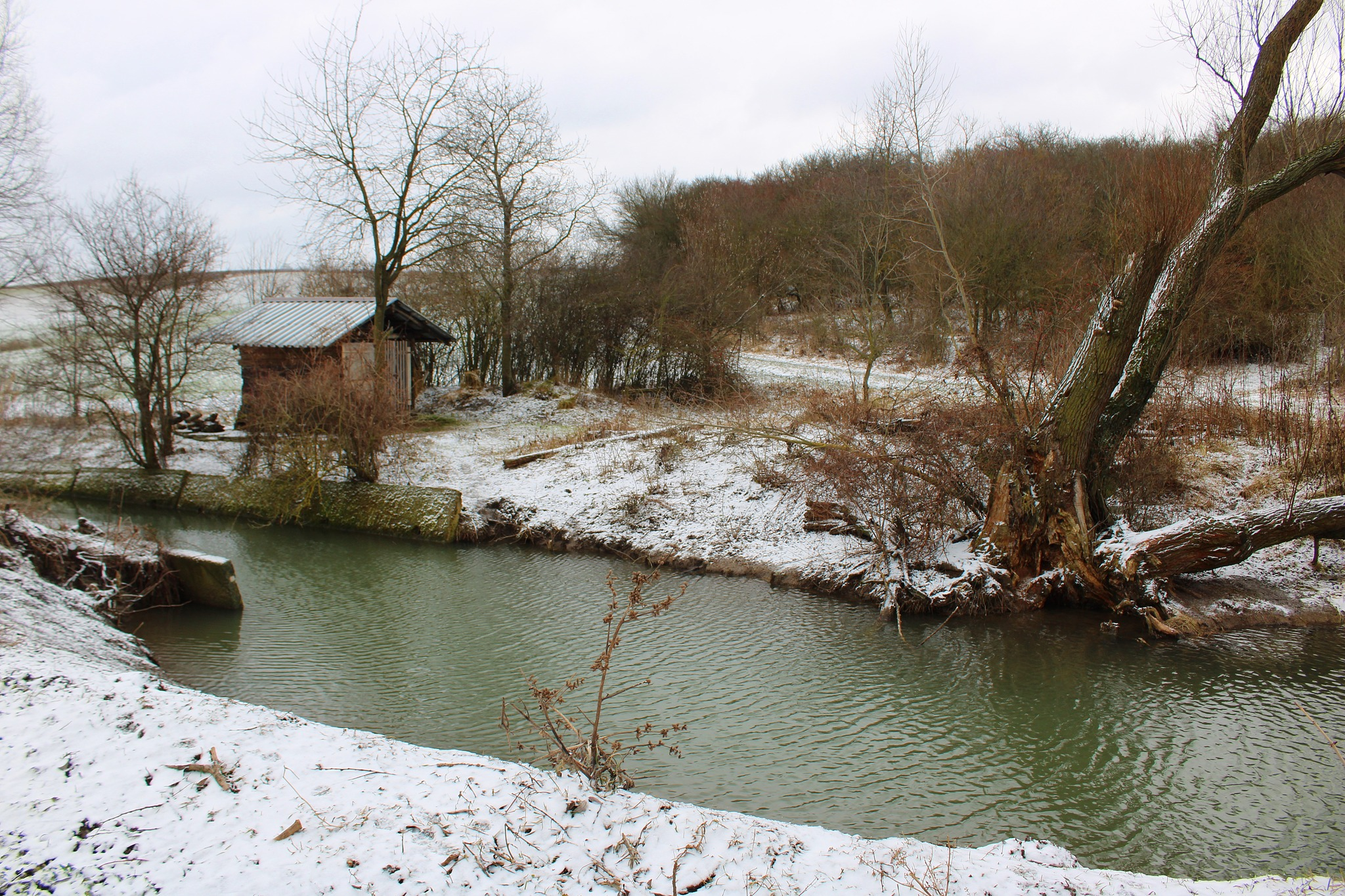
Pramen potoka Haraska u Šitbořic (katastr Klobouky u Brna)

Haraska dále protéká obcemi Boleradice, Morkůvky a Brumovice. Před Boleradicemi, ve kterých se stáčí opět na východ, napájí Boleradický rybník. Na dolním konci Boleradic – u tamějšího mlýna – míjí plochu pro sportovní létající zařízení. Před Morkůvkami byl v roce 2022 na Harasce obnoven průtočný rybník, poblíž břehů se nachází sportovní areál s občerstvením. Následně Haraska teče po jižním úpatí vrchu se souvisejícím názvem Harasky, jehož vrchol (278 m n. m.) ční asi 90 metrů nad jejím korytem. Poměrně prudký svah je zpevněn terasami, na nichž jsou vinice.
Nakonec potok protéká okrajem Brumovic, napájí a těsně míjí zdejší rybník Balaton a poté se již vlévá do Spáleného potoka na jeho 0,86 říčním kilometru, krátce před jeho zaústěním do Trkmanky. Historicky byla Haraska jedním z přítoků Kobylského jezera.

## Vodohospodářství
Koryto toku je převážně zemní, uměle vybudováno a napřímeno podle možností terénu. Šířka dna dosahuje v horní části toku 0,5 m, před Boleradickým rybníkem 2-3 m a v místě, kde opouští oblast Boleradické vrchoviny, dosahuje 3 metrů. Koryto se v celé délce intenzivně zanáší a zarůstá vegetací. Je to způsobeno splachy z přilehlých zemědělských pozemků, ohrožovaných značnou vodní erozí jejich terénu. Koryto není zpevněno s výjimkou míst u mostků, vyústění kanalizace nebo na soutocích s přítoky. Břehy toku jsou většinou bez doprovodné stromové zeleně. Svahy koryta jsou zarostlé travními porosty a ruderálními bylinami, případně mokřadními bylinami. Voda toku vykazuje pod a nad Boleradickým rybníkem střední znečištění, v horní části toku se jedná o čistou vodu.
Správcem toku je Povodí Moravy, s.p. – závod Dyje.